# NGC 3875
NGC 3875 este o galaxie lenticulară situată în constelația Leul. A fost descoperită în 27 aprilie 1785 de către William Herschel. Se află la o distanță de 103,19 megaparseci de Pământ.